# Günter Grass

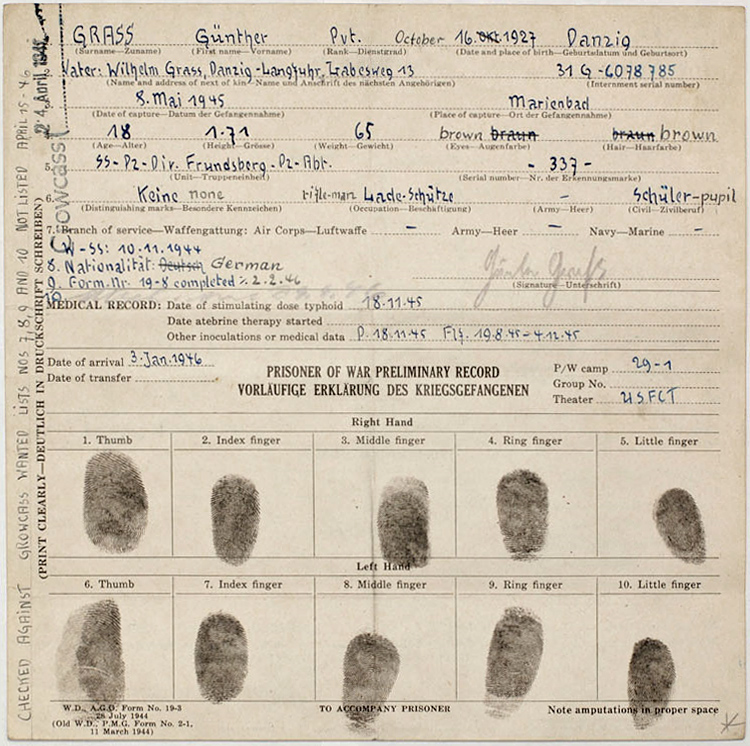
Amerikaans inlichtingenformulier, waarop Grass' SS-lidmaatschap staat vermeld

Günter Wilhelm Grass (Danzig-Langfuhr, 16 oktober 1927 – Lübeck, 13 april 2015) was een Duitse schrijver en beeldend kunstenaar van Duits-Kasjoebische afkomst. In 1999 ontving hij de Nobelprijs voor Literatuur.

## Leven
Grass werd geboren in Danzig-Langfuhr (tegenwoordig stadsdeel Wrzeszcz in Gdańsk, tegenwoordig in Polen) en groeide op in een koopmansgezin. Zijn moeder was een etnisch Kasjoebische katholiek, zijn vader was luthers en Duits. Volgens eerdere berichten werd hij tijdens de Tweede Wereldoorlog opgeroepen voor de hulptroepen van de Duitse luchtmacht. Dit bleek echter onjuist, in augustus 2006 maakte hij zelf bekend dat hij zich op 15-jarige leeftijd vrijwillig aanmeldde voor dienst op een U-boot. Daarvoor werd echter niemand meer aangenomen, waarna hij in dienst moest bij de Reichsarbeitsdienst. Op 17-jarige leeftijd (1944) werd hij als dienstplichtige opgeroepen door de Waffen-SS, waar hij dienstdeed bij de 10e SS-Pantserdivisie "Frundsberg". Grass werd op 8 mei 1945 in (het toenmalig Sudeten-Duitse, thans Tsjechische) Mariënbad/Bohemen gevangengenomen en verbleef tot 24 april 1946 in een Amerikaans krijgsgevangenenkamp.
In de periode 1947/1948 voltooide hij in Düsseldorf een opleiding tot steenhouwer. Daarna studeerde hij van 1948 tot 1952 aan de Kunstacademie Düsseldorf tekenen en beeldhouwen. Deze opleiding zette hij van 1953 tot 1956 voort aan de Hogeschool voor Beeldende Kunsten in Berlijn bij de beeldhouwer Karl Hartung.
In de jaren 1956/1957 exposeerde Grass in Stuttgart en in Berlin-Tempelhof. Daarnaast begon hij te schrijven. Tot 1958 schreef hij vooral kort proza, gedichten en theaterstukken. Deze laatste kunnen worden gerekend tot het poëtisch of absurd theater.
In een zeer beeldende stijl is ook de roman De blikken trommel (1959) geschreven, waarin hij voor de eerste keer historische gebeurtenissen met zijn surrealistisch-groteske beeldspraak confronteert. In deze roman, die in 1979 door Volker Schlöndorff werd verfilmd, heeft Grass zijn stijl gevonden.
In de jaren zestig werd hij lid van de Sozialdemokratische Partei Deutschlands (SPD) van de sociaaldemocratische bondskanselier Willy Brandt.
In 1965 ontving hij de Georg-Büchner-Preis.
Grass ontwikkelde zich vanaf de jaren zestig tot een van de bekendste schrijvers van Duitsland. Met zijn boeken veroorzaakte hij felle discussies over de verantwoordelijkheid voor de misdaden van het Derde Rijk. Grass groeide uit tot een morele autoriteit met een grote schare volgelingen. Hij werd wel de praeceptor Germaniae genoemd, de leraar van Duitsland. In zijn boeken Ein weites Feld (1995), Mein Jahrhundert (1999) en Unterwegs von Deutschland nach Deutschland. Tagebuch 1990 (2009) streefde Grass ernaar de sleutelgebeurtenissen van de 20e eeuw genuanceerd en vanuit breed perspectief te belichten.
In 1996 kreeg hij de Deense Sonningprisen  toegekend voor 'zijn uitmuntende bijdragen aan de Europese cultuur'.
Toen hij in augustus 2006 zelf openbaarde als dienstplichtige lid te zijn geweest van de Waffen-SS (10. SS-Panzer-Division Frundsberg), leidde dit in de Bondsrepubliek Duitsland tot heftige debatten.
In april 2012 kreeg de schrijver veel aandacht vanwege een klaagdicht dat Grass in enkele internationale kranten gepubliceerd had. Grass protesteerde tegen de levering van een Duitse duikboot aan Israël waarop kernraketten geplaatst konden worden. Hij noemde daarbij de staat Israël een gevaar voor de wereldvrede en beschuldigde de staat Israël ervan de "uitroeiing van het Iraanse volk" voor te bereiden door een preventieve - mogelijk nucleaire - aanvalsoorlog tegen de Iraanse uraniumverrijkingsinstallaties. Grass plaatste het klaagdicht in de traditie van poëtisch verzet tegen atoombewapening in het algemeen, maar desondanks werd het gedicht door sommigen als "antisemitisch" gebrandmerkt, met name door de presidenten van joodse en Israëlische organisaties. Enkele Duitse politici gingen daarin mee. Angela Merkel wees op de vrijheid van kunstuitingen. De Israëlische minister van binnenlandse zaken Eli Yishai reageerde door te zeggen dat Günter Grass Israël niet meer in mocht, zich beroepend op een wet, die het mogelijk maakt ex-nazi's de toegang tot het land te ontzeggen.
Samen met Heinrich Böll en Siegfried Lenz werd hij in Duitsland gerekend tot de naoorlogse Grote Drie.
Grass overleed op 13 april 2015 in de stad Lübeck op 87-jarige leeftijd.

### Verhalend werk
- 1959 Die Blechtrommel (Ned. vert. Koos Schuur 1964: De blikken trommel; nieuwe Ned. vert. Jan Gielkens 2009: De blikken trom)
- 1961 Katz und Maus (Ned. vert. Hermien Manger 1963; nieuwe Ned. vert. Jan Gielkens 1997: Kat en muis)
- 1963 Hundejahre (Ned. vert. Koos Schuur 1965: Hondejaren, later: Hondenjaren)
- 1969 Örtlich betäubt (Ned. vert. C. Schuur-Kaspers 1969: Plaatselijk verdoofd)
- 1972 Aus dem Tagebuch einer Schnecke (Ned. vert. C. Schuur-Kaspers 1973: Uit het dagboek van een slak)
- 1977 Der Butt (Ned. vert. Peter Kaaij 1981: De bot)
- 1979 Das Treffen in Telgte (Ned. vert. Peter Kaaij 1984: Trefpunt Telgte)
- 1980 Kopfgeburten oder Die Deutschen sterben aus (Ned. vert. Jan Gielkens, Hans van Megen en Ton Naaijkens 1980: Kopgeboorte of De Duitsers sterven uit)
- 1986 Die Rättin (Ned. vert. Peter Kaaij 1988: De rattin)
- 1987 Linkshandig; Nederlandse verzamelbundel met verspreid proza, vert.: Hans van Megen
- 1992 Unkenrufe (Ned. vert. Jan Gielkens 1992: Onheilspad)
- 1995 Ein weites Feld (Ned. vert. Jan Gielkens 1996: Een gebied zonder eind)
- 1999 Mein Jahrhundert (Ned. vert. Jan Gielkens 1999: Mijn eeuw)
- 2002 Im Krebsgang (Ned. vert. Jan Gielkens 2002: In krabbengang)
- 2006 Beim Häuten der Zwiebel (Ned. vert. Jan Gielkens 2007: De rokken van de ui)
- 2008 Die Box. Dunkelkammergeschichten (Ned. vert. Jan Gielkens 2009: De box. Verhalen uit de donkere kamer)
- 2009 Unterwegs von Deutschland nach Deutschland. Tagebuch 1990
- 2010 Grimms Wörter. Eine Liebeserklärung (Ned. vert. Jan Gielkens 2015: De woorden van Grimm) Nederlandse vertaling bekroond met de Filter-vertaalprijs

### Drama
- 1956 Die bösen Köche
- 1958 Onkel, Onkel
- 1966 Die Plebejer proben den Aufstand
- 1970 Theaterspiele; met:
  - Hochwasser [1963]; Onkel, Onkel [1965]; Noch zehn Minuten bis Buffalo; Die bösen Köche [1961];
  - Die Plebejer proben den Aufstand [1966];
- 1987 Theaterspiele; (onder redactie van: Angelika Hille-Sandvoss); met:
  - Beritten hin und zurück [1958]; Hochwasser [1957]; Onkel, Onkel [1957]; Noch zehn Minuten bis Buffalo [1957]; Die bösen Köche [1957];
  - Stoffreste [1959]; Zweiunddreissig Zähne [1958]; Goldmäulchen [1964]; Poum oder die Vergangenheit fliegt mit

### Lyrisch werk
- 1956 Die Vorzüge der Windhühner
- 1960 Gleisdreieck
- 1967 Ausgefragt
- 1971 Gesammelte Gedichte (onder redactie van Heinrich Vormweg)
- 1987 Gedichte und Kurzprosa (onder redactie van Volker Neuhaus en Anita Overwien-Neuhaus)
- 1987 Mit Sophie in die Pilze gegangen
- 1988 Die Gedichte 1955-1986
- 1993 Novemberland
- 1983 Ach Butt, dein Märchen geht böse aus (Ned. vert. Peter Kaaij 1984: Ach bot, je sprookje loopt slecht af)
- 1994 Van horen zeggen Nederlandse verzamelbundel: keuze en vertaling Jan Gielkens
- 2003 Letzte Tänze
- 2004 Lyrische Beute (verzamelbundel; Ned. vert. Jan Gielkens 2007: Oogst)
- 2007 Dummer August
- 2012 Eintagsfliegen

### Brieven
- 1968 Briefe über die Grenze. Versuch eines Ost-West-Dialogs met: Pavel Kohout
- 2003 Günter Grass - Helen Wolff. Briefe 1959 - 1994

### Overig
- 1963 Die Ballerina
- 1965 Rede über das Selbstverständliche; (bij de Georg Büchner Preis [Darmstadt])
- 1967 Der Fall Axel C. Springer am Beispiel Arnold Zweig
- 1968 Ausgewählte Texte, Abbildungen, Faksimiles, Bio-Bibliographie; (Theodor Wieser e.a.)
- 1968 Geschichten; (publicatie onder pseudomiem van: Artur Knoff)
- 1968 Über das Selbstverständliche
- 1969 Günter Grass. Literat im Wahlkampf
- 1965 Es-Pe-De. 'Dich singe ich Demokratie'. Loblied auf Willy
- 1974 Der Bürger und seine Stimme
- 1976 Schrijver, burger, sociaaldemocraat. Opstellen en toespraken over literatuur en politiek (bundel Ned. vert. door Peter Kaaij)
- 1978 50 erfolgreiche Musterreden für betriebliche Veranstaltungen, Jubiläen, u.s.w.
- 1978 Denkzettel; (politieke toespraken en opstellen 1965-1976)
- 1979 Atelier des métamorphoses: entretiens avec Nicole Casanova; (Nicole Casanova); (Ned. vert.: 1980; Het atelier. Günter Grass in gesprek met Nicole Casanova; door: Jef Geeraerts)
- 1980 Aufsätze zur Literatur
- 1980 Über meinen Lehrer Döblin; (opstellen)
- 1982 Zeichnungen und Texte, 1954-1977; (red.: Anselm Dreher)
- 1984 Radierungen und Texte, 1972-1982; (red.: Anselm Dreher)
- 1984 Widerstand lernen; (red.: Oskar Lafontaine)
- 1987 Essays, Reden, Briefe, Kommentare; (red.: Daniela Hermes)
- 1987 Gespräche mit Günter Grass; (in 10 delen onder red.: Klaus Stallbaum)
- 1988 Rede vom Verlust. Über den Niedergang der politischen Kultur im geeinten Deutschland; (dagboek)
- 1988 Zunge zeigen; (getekend dagboek); (Ned. vert.: 1989; Tongen van schaamte; door: Peter Kaaij)
- 1990 Begleitheft zur Ausstellung der Stadt
- 1990 Deutscher Lastenausgleich; (Ned. vert.: 1990; Schuldenlast; door: Jan Gielkens)
- 1990 Ein Schnäppchen namens DDR, Letzte Reden vorm Glockengeläut
- 1990 Tierschutz
- 1990 Totes Holz
- 1991 Vier Jahrzehnte; (red.: G. Fritze Margull)
- 1994 Angestiftet, Partei zu ergreifen
- 1995 Gestern, vor 50 Jahren; (met: Kenzaburo Oë)
- 1996 Der Schriftsteller als Zeitgenosse; (heruitgave onder red. van Daniela Hermes)
- 1996 Vatertag; (eerder verschenen als Achten Monat in Der Butt)
- 1997 Der Kampf um die Polnische Post
- 1997 Fundsachen für Nichtleser
- 1997 Rede über den Standort
- 1998 Meine Grune Wiese; (verhalen)
- 1998 Rotgrüne Reden; (red.: Hans-Jochen Tschiche | Reinhard Höppner)
- 1998 Zeit, sich einzumischen. Die Kontroverse um Günter Grass und die Laudatio auf Yasar Kemal in der Paulskirche
- 1999 Für- und Widerworte
- 1999 Vom Abenteuer der Aufklärung. Werkstattgespräche mit Harro Zimmermann
- 2000 Ohne Stimme Reden zugunsten des Volkes der Roma und Sinti
- 2001 Fünf Jahrzehnte; vervolg op Vier Jahrzehnte; (G. Fritze Margull)
- 2002 Das literarische Werk; (heruitgave in 18 delen onder red. van: V. Neuhaus | D. Hermes
- 2002 Wörter auf Abruf
- 2005 Hans Christian Andersens Märchen - gesehen von Günter Grass
- 2012 Was gesagt werden muss; (gedicht, geplaatst in internationale kranten)

### Vertalingen
- 1986 Tagesreste; (een vertaling van: Dagrest; Judith Herzberg 1984; poëzie)

### Beeldende kunst
- 1975 Gravures 1972 - 1975
- 1988 Calcutta Zeichnungen
- 1986 In Kupfer, auf Stein; (met vert. Ned. teksten van Bab Westerveld [1988])